# Гарифуллина, Лея Рафисовна
Ле́я Рафи́совна Гарифу́ллина (род. 5 ноября 2004, Екатеринбург) — российская шахматистка, гроссмейстер среди женщин (2020) и международный мастер (2022). Мастер спорта России (2020).

## Биография
Лея Гарифуллина научилась играть в шахматы в шесть лет, начинала заниматься в клубе «Радуга» в Чкаловском районе Екатеринбурга у тренера Юлии Анатольевны Смирновой. Гарифуллина неоднократно побеждала на чемпионате России по шахматам среди девушек: в 2014 году в группе до 11 лет, в 2016 году в группе до 13 лет, в 2018 году в группе до 15 лет. Представляла Россию на юношеских чемпионатах Европы и мира по шахматам в разных возрастных группах, где лучшего результата достигла на чемпионате мира в 2019 году в Мумбаи, когда победила в возрастной группе девушек до 16 лет.
В декабре 2020 года в Москве Лея Гарифуллина поделила 3—6-е места в суперфинале чемпионата России по шахматам среди женщин, по дополнительным показателям заняв шестое место. В июле 2021 года она приняла участие в Кубке мира по шахматам среди женщин в Сочи, где в 3-м туре уступила Полине Шуваловой. В ноябре 2021 года в Риге Лея Гарифуллина заняла 33-е место на турнире «Большая женская швейцарка ФИДЕ». В том же году выиграла онлайн-олимпиаду ФИДЕ в составе сборной России (рапид, смешанные команды из мужчин и женщин; в финальном матче против США Гарифуллина выиграла партию у Талии Сервантес Ландейро).
В мае 2022 года Гарифуллина победила в 23-м женском командном чемпионате России в составе «Югры».
Участница чемпионатов мира среди женщин по рапиду и блицу 2018, 2019, 2021, 2022, 2024 гг.
За успехи в турнирах ФИДЕ в 2019 году присвоила ей звания международного мастера среди женщин (WIM), а год спустя — международного гроссмейстера среди женщин (WGM). В 2022 году Л. Гарифуллина утверждена в звании международного мастера (IM), нормы были выполнены на турнирах: суперфинал женского ЧР 2020 года, «Челябинский вариант» 2021 года, женская Большая швейцарка ФИДЕ 2021 года.
По состоянию на 2023 год тренером Гарифуллиной является Андрей Шариязданов.
В 2023 году шахматистка окончила Колледж УрГЭУ и поступила на первый курс УГГУ.